# T. H. White
Terence Hanbury White (Bombay, India, 29 de mayo de 1906 – El Pireo, Grecia, 17 de enero de 1964) fue un escritor británico. Después de su graduación en la Universidad de Cambridge en literatura inglesa, pasó algún tiempo como profesor en Stowe, antes de dedicarse completamente a la escritura; en esa época, en el período comprendido entre 1930 y 1936, completó la que sería su primera obra con éxito entre la crítica, England Have My Bones (que era un recuento de su vida en el campo). Se recluía por naturaleza, alejándose de la sociedad comúnmente por largos períodos, donde sus intereses eran la caza, la aviación y la pesca.
Como novelista, es reconocido por su adaptación de la obra de Malory, La muerte de Arturo. Escribió sobre la caza y otros deportes, así como también una novela detectivesca, algunos libros de fantasía y aventura, aparte de cuentos y poemas. Mientras estaba en Cambridge publicó un libro de poemas (Loved Helen and Other Poems) y continuó interesado en la poesía el resto de su vida. Murió el 17 de enero de 1964 en Pireo, Grecia, a bordo de un barco, cuando retornaba a su hogar (Alderney) después de un viaje a América que había dedicado a dar conferencias —a las cuales se refiere en su última obra, America At Last, publicada póstumamente—.

## Biografía
T. H. White nació en Bombay; sus padres, ingleses, fueron Garrick Hanbury White, superintendente de la policía india, y Constance White —de soltera: Constance Edith Southcote Aston—. Terence White tuvo una infancia complicada, con un padre alcohólico y una madre emocionalmente distante, que se separaron cuando Terence tenía 14 años.

### Educación y período de enseñanza

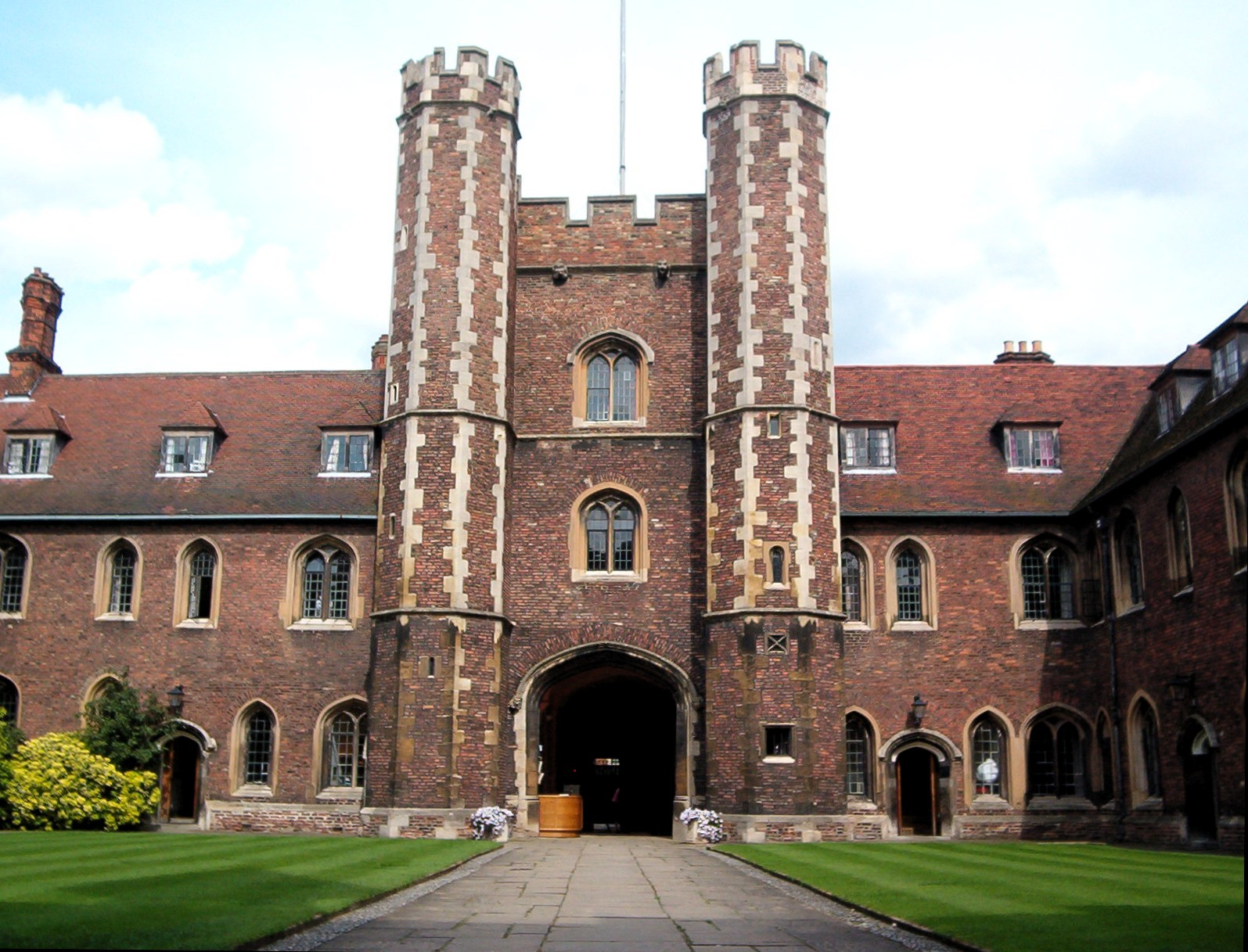
Entrada principal del Queens' College.

White fue a una escuela privada de Cheltenham en Gloucestershire y también al Queens' College, de Cambridge, donde tuvo como tutor a L. J. Potts, que pasó a ser un amigo de toda la vida con el que mantuvo correspondencia. Al hablar de él, White declaró que había sido: «la mayor influencia literaria de toda mi vida». Mientras estuvo en el Queens' College escribió una tesis sobre La muerte de Arturo (la obra de Malory) y se graduó en 1928 con honores –en literatura inglesa–.
Fue profesor de la escuela de Stowe a lo largo de seis años (1930-1936). En 1936 publicó England Have My Bones, unas memorias que narraban un año transcurrido en Inglaterra. En esa misma época se fue de Stowe para vivir en una casa de campo donde escribió y «volv[ió] a un estado salvaje», dedicando su tiempo a la cetrería, la caza y la pesca. También se interesó en la aviación, debido en parte a su acrofobia.

### Novelista
Las novelas Earth Stopped (1934) y su secuela Gone to Ground (1935) son trabajos de ciencia ficción, en las cuales, desastres asuelan al mundo. Gone to Ground contiene algunos relatos fantásticos contados por los sobrevivientes; éstos fueron reimpresos en la recopilación denominada The Maharajah and Other Stories.
Le escribió a un amigo:

Me desesperé entre mis libros y sostuve [a Malory] de entre los demás. Me emocioné y quedé asombrado al descubrir que: (a) Era una perfecta tragedia, con un comienzo, un intermedio y un desenlace ya implícito desde el inicio; (b) los personajes eran humanos, con acciones reconocibles y que podían ser previstas […] De cualquier manera, comencé a escribir.
T. H. White (1937)

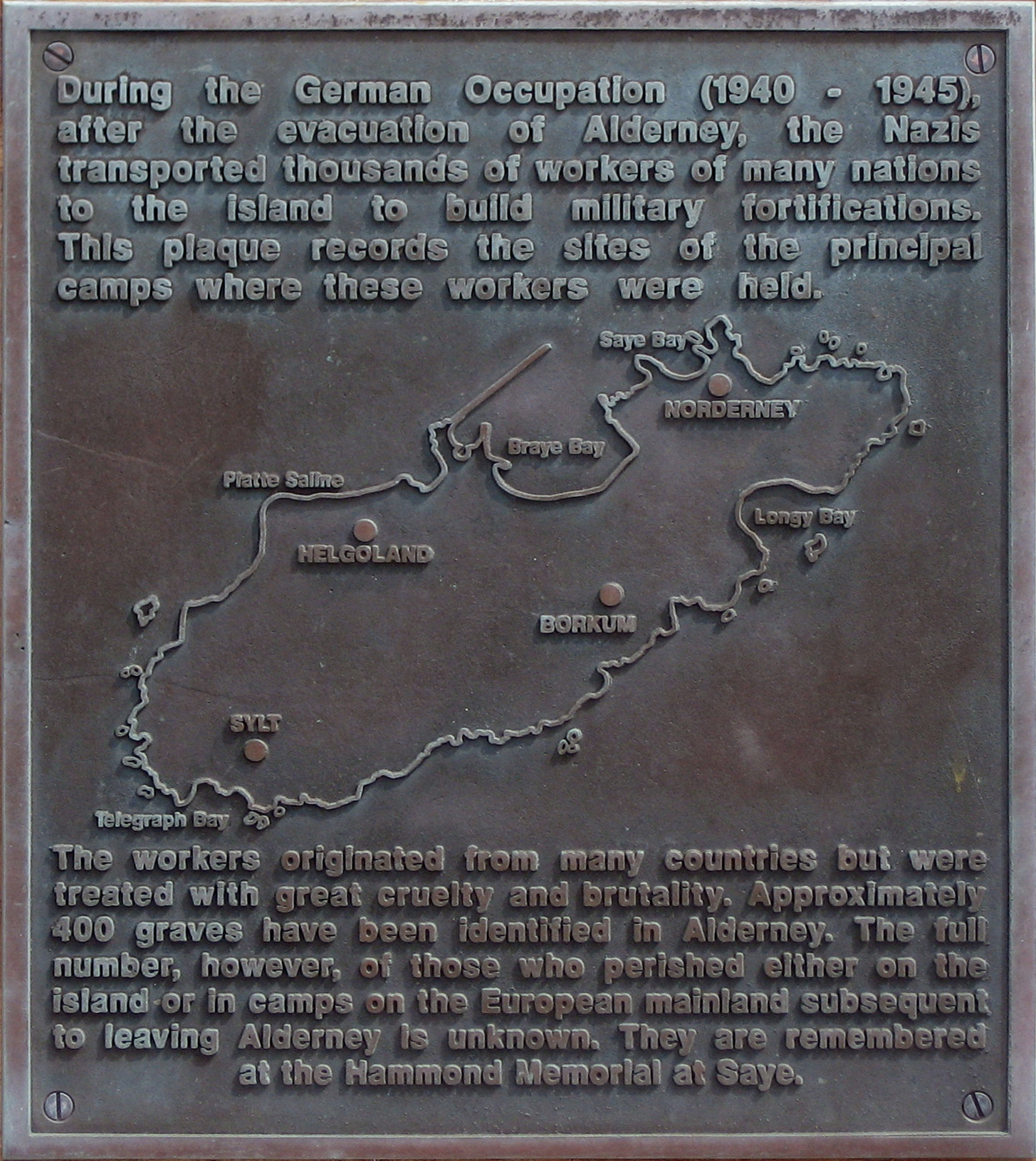
Placa en memoria de las víctimas de los campos de concentración en Alderney durante la Segunda Guerra Mundial.

La novela a la que hacía referencia, que fue descrita como «un prefacio a Malory», se llamó La espada en la piedra. Publicada en 1938, contaba la infancia del Rey Arturo.
En febrero de 1939 se mudó a la casa Doolistown —ubicada cerca de Trim, Irlanda— invitado por su amigo David Garnett, donde vivió —su estancia en un principio iba a ser corta, pero se extendió a seis años— lejos de la crisis internacional y de la Segunda Guerra Mundial, aludiendo objeción de conciencia —otras de las razones para no participar fueron: su edad y condición física—. La experiencia indirecta de la guerra (por parte de White) tuvo un efecto profundo en la historia del Rey Arturo, provocando que esta incluyese comentarios sobre la guerra y la naturaleza humana:

—Tomaste mis consejos demasiado al pie de la letra, rey. Dejar de creer en el pecado original no equivale a creer en la virtud original. Lo único que eso significa es que debes dejar de pensar que toda la gente es absolutamente malvada. La gente es malvada, pero no absolutamente. Si fuera así, yo también diría que no vale la pena probar.
Palabras de Merlín, en El libro de Merlín —obra póstuma que completa la historia desarrollada en Camelot—.

### Alderney, últimas obras y deceso
En 1946 White se estableció en Alderney, la tercera más grande de las Islas del Canal, donde residió el resto de su vida. También en ese año publicó Mistress Masham's Repose, obra que estuvo influenciada por el libro The Midnight Folk, de John Masefield.
En 1947 publicó The Elephant and the Kangaroo, donde se narra un nuevo diluvio, aunque este tiene lugar únicamente en Irlanda. A comienzos de la década de los 50, publicó dos trabajos de no-ficción: The Age of Scandal (1950; una colección de ensayos sobre Inglaterra en el siglo XVIII) y The Goshawk (1952; un recuento de su intento de entrenar a un halcón a través de la cetrería). En 1954 fue traductor y editor de un bestiario medieval escrito originalmente en latín, que publicó como The Book of Beasts.

The Book of Beasts fue la primera y por un tiempo, la única traducción inglesa de un bestiario medieval. En la Edad Media, en cuestión de popularidad y distribución, los bestiarios sólo eran superados por la Biblia. Eran catálogos de historias sobre animales, mezclando información zoológica, mitos y leyendas. Se prestaba especial atención a criaturas monstruosas, bizarras y exóticas. La mayor parte de los contenidos eran dibujados con base en fuentes más antiguas, como Aristóteles, la temprana literatura inglesa, y tradiciones transmitidas de forma oral. White provee un  anexo que explica cómo las criaturas de los bestiarios influenciaron el desarrollo de la alegoría y el simbolismo en el arte y la literatura.
Kenneth L. Frazier

En 1958 había finalizado la escritura del cuarto libro incluido en Camelot (titulado: «Una vela al viento»); que fue publicado junto a las otras tres partes.
White pereció debido a una complicación cardiovascular el 17 de enero de 1964 en Pireo, Grecia, a bordo de un barco, cuando retornaba a su hogar después de un viaje a América que había dedicado a dar conferencias. Su cuerpo está enterrado en el Primer cementerio de Atenas. La última parte de la historia del Rey Arturo, El libro de Merlín, fue publicada póstumamente.

### Vida privada
Según la biografía escrita por Sylvia Townsend Warner (1968), White fue «homosexual y sadomasoquista». Estuvo a punto de casarse varias veces y, a pesar de que no tuvo relaciones románticas duraderas, escribió sobre un muchacho llamado Zed: 

Me enamoré de Zed […] la situación entera era imposible. Todo lo que puedo hacer es comportarme como un caballero. Ha sido mi destino nacer con una capacidad infinita para amar sin tener la esperanza de aprovecharla.
T. H. White, en sus diarios.

De cualquier manera su agente y amigo, David Higham, escribió: «Tim no fue homosexual, aunque creo que alguna vez temió serlo». Higham le otorgó a Warner la dirección de una de sus amantes, «para que pudiera contactar con alguien importante en la vida de Tim, pero ella nunca lo hizo, como me confesó […] Por eso pudo presentar a White como un homosexual; quizá una aventura amorosa heterosexual habría provocado su rubor».
White era agnóstico, pacifista y en sus últimos años, un bebedor empedernido. Warner declaró:

Aunque estaba notablemente libre del temor a Dios, tenía miedo a la raza humana.
Sylvia Townsend Warner

## Influencia
El escritor de fantasía y ciencia ficción Michael Moorcock disfrutó la lectura de Camelot y se vio influenciado por el apuntalamiento de realismo en su obra. Moorcock afirma haber mantenido una «maravillosa correspondencia» con White, en la que éste le «aconsejó sobre cómo escribir».
J. K. Rowling ha declarado que los escritos de White fueron una influencia notable en los libros de Harry Potter. Como la escritora Phyllis D. Morris hace notar:

Los paralelismos entre Dumbledore y Merlín no se basan únicamente en la protección del héroe en peligro… Además de las barbas largas, sueltas, y los ojos azules (de acuerdo a T. H. White), Merlín fue el guía y mentor del rey Arturo, así como Dumbledore lo ha sido para Harry.

Otro aspecto a considerar, es que la propia Rowling ha dicho que Wart («Verruga», tal y como es traducido por Fernando Corripio) —el seudónimo de Arturo en la primera novela de Camelot—, es, «el padre espiritual de Harry Potter». Cuando a Neil Gaiman se le preguntó sobre las similitudes entre uno de sus personajes y Potter, contestó que no creía que Rowling se hubiera basado en su creación, y agregó: 

Le dije [al periodista] que pensaba que ambos sólo nos aprovechábamos de T. H. White; francamente.
Neil Gaiman

Gregory Maguire, a su vez, se vio influenciado por «la capacidad de White para ser intelectualmente liberal, cómico, poético y fantástico» mientras escribía su novela Wicked; y el autor de género detectivesco Ed McBain también ha nombrado a White como una influencia.

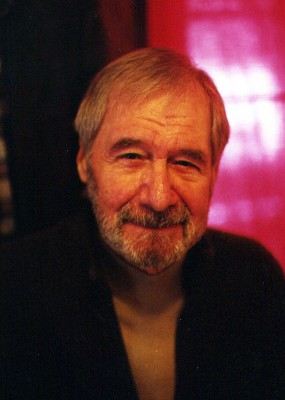
Ed McBain.
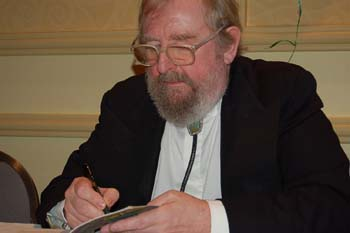
Michael Moorcock.
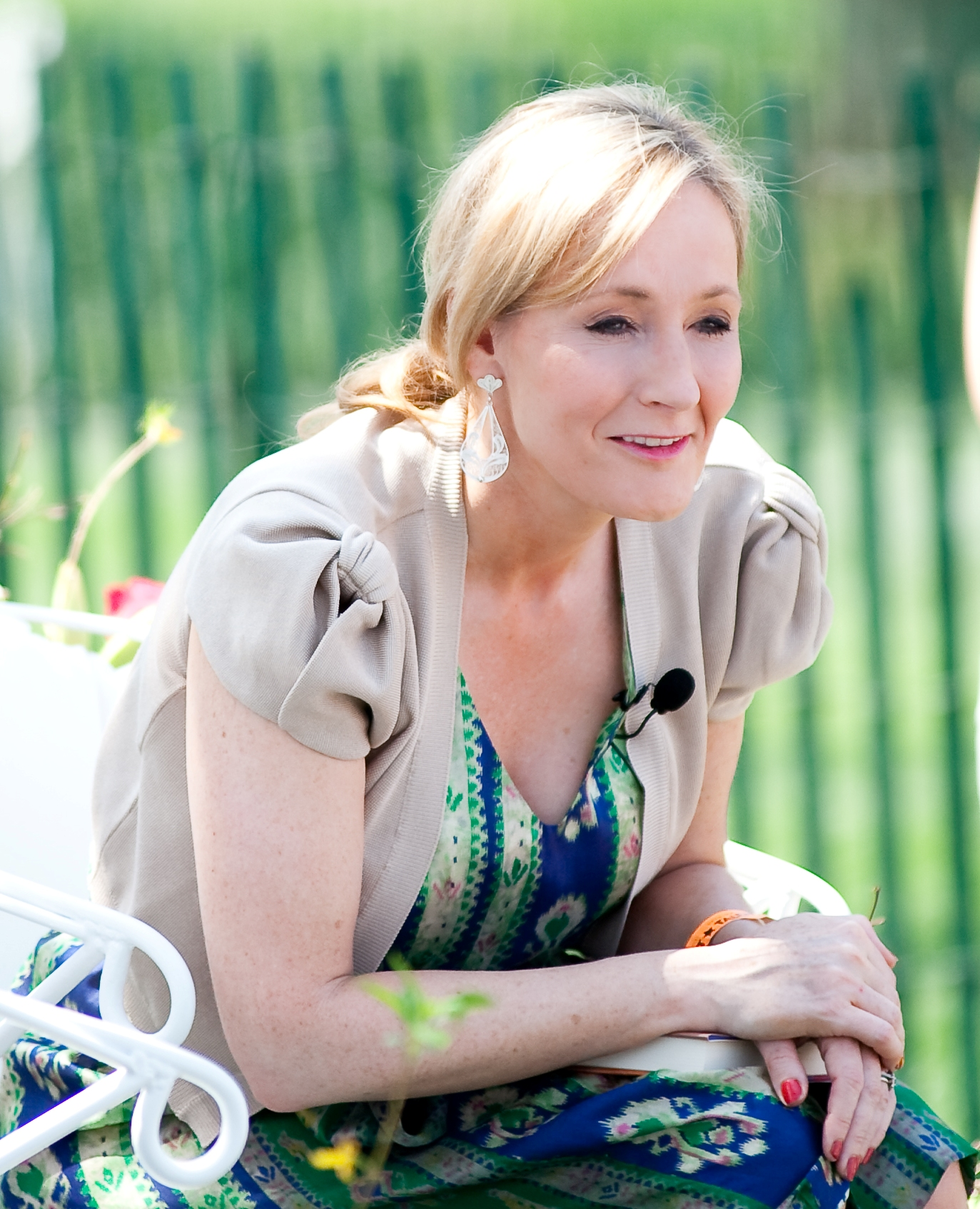
J. K. Rowling.

## Obra
Los textos de White tratan acerca de su propia vida (England Have My Bones, 1936), la memoria, la biografía y la historia (Farewell Victoria, 1933; The Age of Scandal, 1950), de la historia de la literatura (Mistress Masham’s Repose, 1946) y de historia natural (The Goshawk, 1952).
Derek Littlewood

La opus magnum de T. H. White es Camelot, la cual fue adaptada libremente en un musical de Broadway titulado Camelot (1960), en la película animada La espada en la piedra (1963) y posteriormente en la película Camelot (1967). Sin embargo, T. H. White escribió algunos libros bajo seudónimo.
| Bibliografía selecta | Bibliografía selecta                                          | Bibliografía selecta | Bibliografía selecta |
| Año                  | Obra                                                          | Notas |                      |
| -------------------- | ------------------------------------------------------------- | --- | -------------------- |
| 1929                 | Loved Helen                                                   | Mientras transcurría el que sería su último año en Cambridge, Love Helen and Other Poems (una recopilación poética) apareció incluyendo la dedicatoria en latín a su madre, Constance White. Existe una carta escrita en italiano con fecha del 12 de marzo de 1929, en la que T. H. White se dirigía a una moza que había conocido en Positano. Esta le había escrito con el fin de saber la identidad de Helen. White le contestó en estos términos: «Preguntaste quién era Helen. No lo sé. Intento encontrarla diariamente en el cielo y en el mar, pero no aparece. Helen es lo que llamamos en inglés “mi mitad ideal”, la única mujer para uno. Ambos estamos convencidos de que vamos a seguir sin conocernos». |                      |
| 1929                 | The Green Bay Tree                                            | Un poema. |                      |
| 1932                 | First Lesson                                                  | Publicado bajo el seudónimo de James Aston, narra el viaje de un profesor de Cambridge a Italia en pos de sus vacaciones, aunque encuentre una aventura en cambio. |                      |
| 1932                 | They Winter Abroad                                            | Publicado bajo el seudónimo de James Aston, relata lo que le sucede a unos turistas británicos en su estancia en el Hotel Santo Biagio, Italia. |                      |
| 1932                 | Darkness at Pemberley                                         | Novela policíaca en la que un detective llamado Buller investiga tres asesinatos dentro de una facultad de Cambridge —realizados por un personaje llamado Mauleverer—. |                      |
| 1933                 | Farewell Victoria                                             | Una novela lírica en la que el personaje de Mundy es el punto de enfoque de un amplio tapiz histórico; a través de su mirada se puede ver el drama del paso de los años en los que, se aleja de su vida tranquila en el campo (en la mitad del siglo XIX), para servir en las campañas de la guerra anglo-zulú. |                      |
| 1934                 | Earth Stopped                                                 | Una novela filosófica al mismo tiempo que un conjunto de slapstick. |                      |
| 1935                 | Gone to Ground                                                | Contiene algunos relatos fantásticos contados por los sobrevivientes a un desastre que afectó al mundo. |                      |
| 1936                 | England Have My Bones                                         | Una novela autobiográfica enfocada en los sucesos que ocurrieron entre marzo de 1934 y marzo de 1935, en la vida de White. |                      |
| 1938                 | Burke's Steerage                                              | Una descripción satírica de los deportes en tres partes: la caza, la pesca de salmón y el tiro deportivo. Contiene anexos acerca de otros tipos de pesca; y las ilustraciones incluidas fueron hechas por el propio autor. |                      |
| 1946                 | Mistress Masham's Repose                                      | Un libro para niños en el cual una niña descubre un grupo de liliputienses (personas diminutas del libro Los viajes de Gulliver, de Swift) que viven cerca de su casa. |                      |
| 1947                 | The Elephant and the Kangaroo                                 | Se establece una repetición del diluvio de Noé, aunque esta vez sucede en Irlanda únicamente. |                      |
| 1950                 | The Age of Scandal and The Scandalmonger                      | Colección de ensayos sobre Inglaterra en el siglo XVIII. |                      |
| 1952                 | The Goshawk                                                   | Un relato de su intento de entrenar a un halcón a través de la cetrería. |                      |
| 1954                 | The Book of Beasts                                            | Traductor y editor. |                      |
| 1957                 | The Master                                                    | Un libro para niños; en el que se narra el secuestro de dos gemelos por parte de los secuaces de un hombre anciano, que se llamar «El Maestro», que planea la dominación del mundo al desarrollar un antídoto a la bomba atómica. |                      |
| 1958                 | The Once and Future King (en la traducción española: Camelot) | Una serie de cinco novelas —recopiladas las primeras cuatro en un solo tomo–, que desarrollan la vida del Rey Arturo; inspiradas por la obra La muerte de Arturo, y que se ambientan en el período compuesto entre el siglo XIII y el siglo XV (probablemente entre 1200 y 1485). En palabras de Ruth Baker: «La leyenda artúrica trata del amor, la lealtad, el idealismo, la guerra y la paz, la prosperidad, la perfección y, en última instancia, el bien y el mal. White lo retrata todo». |                      |
| 1959                 | The Godstone and the Blackymor                                | Según confiesa White: «Dios sabe de qué trata este libro. Se supone que es una pequeña autobiografía, francamente. Pero también se trata de una estancia en la costa oeste de Irlanda, la “parroquia más cercana a América”. […] Lo veo como un libro acerca de un complicado lugar que llegué a amar, y de cualquier manera tiene ilustraciones de [Edward] Ardizzone, a quien también guardé aprecio». |                      |
| 1965                 | America at Last                                               | Diarios de White en relación con su última gira de conferencias en América. |                      |
| 1977                 | The Book of Merlyn                                            | Aunque fue finalizado en 1941 con el propósito de que se incluyese como la quinta y última parte de Camelot, se excluyó de la publicación por solicitud del editor. Se centra en los sucesos posteriores a la batalla que se menciona al final de Una vela al viento, reflexionando sobre la naturaleza y describiendo cómo ayuda Merlín a Arturo recordándole sus lecciones a través de su metamorfosis en otras especies animales. |                      |
| 1980                 | A Joy Proposed                                                | Una colección de poemas. |                      |
| 1981                 | The Maharajah and Other Stories                               | Reimpresión de Gone to Ground. |                      |
| 1984                 | Letters to a Friend                                           | Recopilación de la correspondencia entre White y L. J. Potts, que se estableció a lo largo de 30 años; se presume que la relación con su antiguo tutor fue vital para la caracterización del personaje de Merlín. |                      |

## Sobre el autor
- Warner, Sylvia Townsend (1968). «T. H. White: A Biography». New York: Viking.[87]

- John Kenny Crane (1974). «T. H. White». Twayne Publishers.

- Elisabeth Brewer (1993). «T.H. White's The Once and Future King». Boydell & Brewer Ltd.

- Gill Davies, David Malcolm, John Simons (2008). «Critical Essays on T.H. White, English Writer, 1906-1964». Edwin Mellen Press.